# 노르웨이 총리

노르웨이의 국장

노르웨이 총리(보크몰: Norges statsminister, 뉘노르스크: Noregs statsminister)는 노르웨이의 각료를 지위하는 자이다. 현재의 총리는 요나스 가르 스퇴레이다. 총리는 정부를 구성하는 역할도 담당하고 있으며, 국회를 구성하는 자이기도 하다.

## 같이 보기
- 노르웨이의 총리 목록